# 대한민국 민사소송법 제203조
대한민국 민사소송법 제203조는 처분권주의에 대한 민사소송법조문이다.

## 조문
제203조(처분권주의) 법원은 당사자가 신청하지 아니한 사항에 대하여는 판결하지 못한다.

## 판례
- 甲이 乙에게 돈을 대여하였다고 주장하면서 그 반환을 구한 사안에서, 甲이 위 돈이 투자금이 아니라고 일관되게 주장하고 있음에도 甲의 청구에 투자금반환청구 또는 정산금청구가 포함되어 있다고 본 원심판결은 甲이 신청하지 아니한 사항에 대하여 판결한 것으로서 민사소송법 제203조에서 정한 처분권주의를 위반하였다[1]